# Dave Power
Dave Power (Rutherford, Nueva Jersey, 28 de abril de 1978) es un actor estadounidense de cine y televisión.

## Biografía
Hijo de una profesora de Física en la Rutherford High School, escuela de la que el propio Power fue alumno.

## Filmografía
| Año  | Título                                                    | Notas                   |
| ---- | --------------------------------------------------------- | ----------------------- |
| 2000 | U-571                                                     | De Jonathan Mostow      |
| 2001 | The Princess & the Marine (La princesa y el marine [Esp]) | De Mike Robe            |
| 2003 | Latter Days                                               | Dirigida por C. Jay Cox |